# Il·luminant

Distribucions de potències espectrals (SPDs) relatives d'Il·luminants CIE A, B, i C de 380 nm a 780 nm.

Un il·luminant és una especificació teòrica sobre l'energia lluminosa que emet una font de llum dividida en franges de diferents longituds d'ona. S'empra com si fos una empremta digital de qualsevol font, tabulant la seva corba de distribució espectral amb un instrument especialitzat. D'aquesta manera, de qualsevol font lluminosa real o teòrica es pot derivar un il·luminant.
Els il·luminants especifiquen molt clarament quina ha de ser la composició de la llum d'una font lluminosa i, per aquest motiu, serveixen per estandarditzar les indústries relacionades amb la llum, proporcionant una base per comparar imatges o colors enregistrats amb diferents il·luminacions.

## Il·luminants CIE
La Comissió Internacional d'Il·luminació (normalment abreujada CIE pel seu nom francès) és l’òrgan responsable de publicar tots els il·luminants estàndard coneguts. Cadascun d’ells és conegut per una lletra o per una combinació de lletres i números.
Els il·luminants A, B i C es van introduir el 1931, amb la intenció de representar respectivament la llum incandescent mitjana, la llum solar directa i la llum diürna mitjana. Els il·luminants D representen fases de la llum diürna, l’il·luminant E representa l'equal-energy, mentre que els il·luminants F representen llums fluorescents de composició diversa.
Hi ha instruccions sobre com produir experimentalment fonts de llum ("fonts estàndard") corresponents als il·luminadors més antics. Per als més nous (com ara la sèrie D), els experimentadors mesuren els perfils de les seves fonts i els comparen amb els espectres publicats
No obstant això, proporcionen una mesura, anomenada Índex de Metamerisme, per avaluar la qualitat dels simuladors de llum natural. L’índex de Metamerisme prova el grau de coincidència de cinc conjunts de mostres metamèriques sota un il·luminant de referència.. De manera similar a l'índex de reproducció cromàtica, es calcula la diferència mitjana entre el metàmers.

### Il·luminant A
El CIE defineix l'il·luminant A en aquest termes:
 L'il·luminant estàndard CIE A està dissenyat per representar una il·luminació típica domèstica amb filaments de tungstè. La seva distribució de potència espectral relativa és la d’un radiador de Planckian a una temperatura aproximada de 2856 K. Il·luminant estàndard A CIE s'ha d’utilitzar en totes les aplicacions de colorimetria que impliquin l’ús d’il·luminació incandescent, tret que hi hagi motius específics per utilitzar un il·luminant diferent.
- CIE, CIE Standard Illuminats for Colorimetry
L'exitància radiant espectral d'un cos negre segueix la llei de Planck :
{\displaystyle M_{e,\lambda }(\lambda ,T)={\frac {c_{1}\lambda ^{-5}}{\exp \left({\frac {c_{2}}{\lambda T}}\right)-1}}.}

En el moment d'estandarditzar un il·luminant A, {\displaystyle c_{1}=2\pi \cdot h\cdot c^{2}} (el qual no afecta el SPD relatiu) i {\displaystyle c_{2}=h\cdot c/k} eren diferents. El 1968, l'estimació de c₂ es va revisar de 0,01438 m · K a 0,014388 m · K (abans era de 0,01435 m · K quan es va estandarditzar l'il·luminant A). Aquesta diferència va trastocar el locus de Planckian, canviant la temperatura de color de l'il·luminant del seu nominal de 2848 K a 2856 K:
{\displaystyle T_{new}=T_{old}\times {\frac {1.4388}{1.435}}=2848\ {\text{K}}\times 1.002648=2855.54\ {\text{K}}.}
Per evitar possibles canvis futurs en la temperatura del color, el CIE ara especifica directament la SPD, basant-se en el valor original (1931) de c₂:
{\displaystyle S_{A}(\lambda )=100\left({\frac {560}{\lambda }}\right)^{5}{\frac {\exp {\frac {1.435\times 10^{7}}{2848\times 560}}-1}{\exp {\frac {1.435\times 10^{7}}{2848\lambda }}-1}}.}
Els coeficients s'han seleccionat per aconseguir una SPD normalitzada de 100 a 560 nm. Els valors triestímuls són (X, Y, Z) = (109,85, 100,00, 35,58) i les coordenades de cromaticitat que fan servir l’observador estàndard són (x, y) = (0,44758, 0,40745).

### Il·luminants B i C
Els il·luminants B i C són simulacions de llum natural. S'aconsegueixen fácilment modificant l’il·luminant A mitjançant filtres líquids. B va servir com a representant de la llum solar del migdia, amb una temperatura de color correlativa (CCT) de 4874 K, mentre que C va representar la llum diürna mitjana amb un CCT de 6774 K. Malauradament, avui dia són aproximacions pobres de qualsevol fase de la llum natural diürna, particularment en els rangs espectrals ultraviolats i d'ona curta visible. Un cop es van aconseguir simulacions més realistes, els Il·luminants B i C van quedar obsolets en favor de la sèrie D. Armaris d’il·luminació, com l'Spectralight III, que fan servir làmpades incandescents filtrades, s'adapten molt millor als il·luminadors D de 400 a 700 nm que els simuladors de llum diürna fluorescents B i C.

Els filtres de líquid, dissenyats per Raymond Davis Jr. i Kasson S. Gibson el 1931, tenen una absorbància relativament alta a l'extrem vermell de l'espectre, augmentant efectivament el CCT de la làmpada incandescent fins als nivells de la llum diürna. Això és similar a la funció d’un gel de color CTO com els que fan servir avui dia fotògrafs i cineastes, encara que molt menys convenient.

Cada filtre utilitza un parell de solucions, que inclouen quantitats específiques d’aigua destil·lada, sulfat de coure, mannitol, piridina, àcid sulfúric, cobalt, i sulfat d'amoni. Les solucions estan separades per una làmina de vidre sense colorar. Les quantitats dels ingredients s'escullen acuradament perquè la seva combinació produeixi un filtre de conversió de temperatura de color; és a dir, la llum filtrada encara és blanca.

### Il·luminant Sèrie D

Distribució de la potència espectral relativa de l'il·luminant D i un cos negre de la mateixa temperatura de color correlativa (en vermell), normalitza aproximadament sobre 560 nm.

Derivada per Judd, MacAdam i Wyszecki, la sèrie D d’il·luminants es van generar per representar la llum natural diürna. Són difícils de produir artificialment, però són senzills de caracteritzar matemàticament.
HW Budde del National Research Council del Canadà a Ottawa, HR Condit i F. Grum de la Eastman Kodak Company de Rochester, Nova York, i ST Henderson i D. Hodgkiss de Thorn Electrical Industries a Enfield havien mesurat independentment la distribució de la potència espectral (SPD) de la llum diürna de 330 nm a 700 nm, sumant entre elles 622 mostres. Judd et al. va analitzar aquestes mostres i va trobar que les coordenades de cromaticitat (x, y) tenien una relació quadràtica simple:
{\displaystyle y=2.870x-3.000x^{2}-0.275.}
Simonds va supervisar l'anàlisi de vector característic de les SPDs. L'aplicació del seu mètode va revelar que les SPDs es podrien aproximar satisfactòriament utilitzant la mitjana (S0) i els dos primers vectors característics (S1 i S₂):
{\displaystyle S(\lambda )=S_{0}(\lambda )+M_{1}S_{1}(\lambda )+M_{2}S_{2}(\lambda ).}
En termes més senzills, la SPD de les mostres de llum diürna estudiades es poden expressar com la combinació lineal de tres SPD fixes. El primer vector (S0) és la mitjana de totes les mostres SPD, que és la SPD millor reconstituïda que es pot formar només amb un vector fix. El segon vector (S1) correspon a la variació groc-blau, que explica els canvis en la temperatura de color correlada a causa de la presència o absència de núvols o la llum solar directa. El tercer vector (S₂) correspon a la variació rosa-verd causada per la presència d’aigua en forma de vapor i boira.
Per construir un simulador de llum diürna d’una temperatura de color correlacionada particular, només cal conèixer els coeficients M1 i M₂ dels vectors característics S1 i S₂.

Vectors característics de l'il·luminant D; conformats per SPDs S0 (blau), S1 (verd) i S2 (vermell).

Expressant les cromaticitats x i y com:
{\displaystyle x={\frac {X_{0}+M_{1}X_{1}+M_{2}X_{2}}{S_{0}+M_{1}S_{1}+M_{2}S_{2}}},}
{\displaystyle y={\frac {Y_{0}+M_{1}Y_{1}+M_{2}Y_{2}}{S_{0}+M_{1}S_{1}+M_{2}S_{2}}}}
i fent ús dels valors coneguts de trisetímuls per als vectors mitjans, van poder expressar M1 i M₂ de la següent manera:
{\displaystyle M_{1}={\frac {-1.3515-1.7703x+5.9114y}{0.0241+0.2562x-0.7341y}},}
{\displaystyle M_{2}={\frac {0.0300-31.4424x+30.0717y}{0.0241+0.2562x-0.7341y}}.}

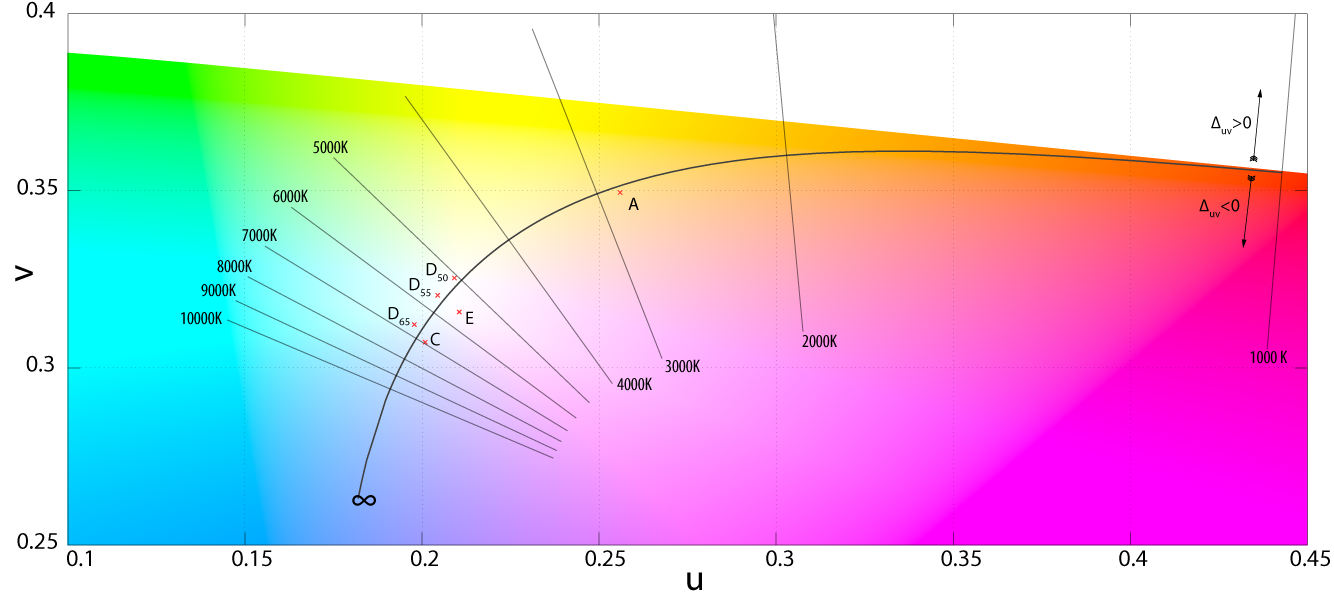
Les figures de Kelly van descriure les línies de temperatura de color correlativa constant en el CIE 1960 UCS, així com el diagrama xy.

L'únic problema és que això no resol la computació de la coordinada {\displaystyle (x,y)} per una fase particular de la llum diürna. Judd et al. senzillament van tabular els valors de coordenades de cromaticitat segura, corresponent a temparatures de color correlacionades habitualment utilitzades, com 5500 K, 6500 K, i 7500 K. Per altres temperatures de color, es poden consultar les figuracions realitzades per Kelly. En qualsevol cas, aquest problema va ser adreçat a l'informe del CIE que va formalitzar l'il·luminant D, amb una aproximació de la coordenada x en termes de la temperatura de color recíproca, vàlida de 4000 K a 25000 K. La coordenada y se'n derivà trivialment de la relació quadràtica de Judd.
Judd et al. després va estendre les SPDs reconstituïdes a 300 nm – 330 nm i 700 nm – 830 nm mitjançant l'ús de les dades d'absorbància espectral de la Lluna a l'atmosfera terrestre.
Les SPDs tabulades, presentades a dia d'avui pels CIE, es deriven per interpolació lineal de les dades de 10 nm establertes fins a 5 nm.
S'han dut a terme estudis similars en altres parts del món o repetint l’anàlisi de Judd et al. Amb mètodes computacionals moderns. En diversos d’aquests estudis, el locus de la llum diürna és notablement més proper al locus de Planck que en Judd et al.
Computació

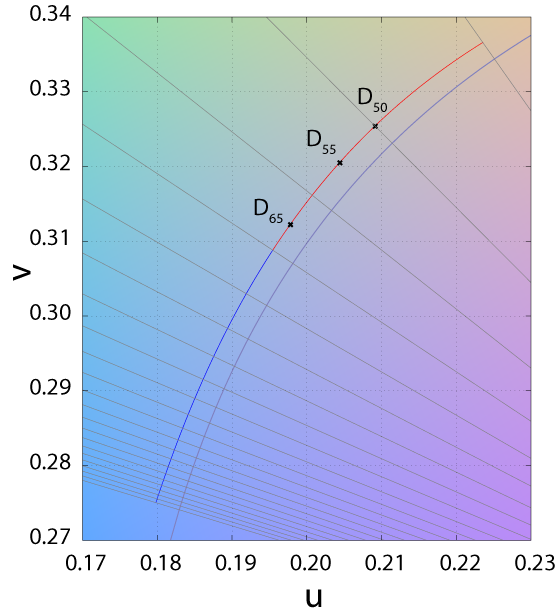
Locus de la llum diürna al CIE UCS 1960. Les isotermes són perpendiculars al locus de Planck. Les dues seccions del locus de la llum del dia, de 4000-7000 K i 7000-25000 K, tenen un codi de colors. Tenint en compte, emperò, que els dos locus estan separats per una distància força uniforme, al voltant de

La distribució de potència espectral (SPD) relativa {\displaystyle S_{D}(\lambda )} d'un il·luminant de sèrie D pot ser derivada de les seves coordenades de cromaticitat en l'espai de color CIE 1931, {\displaystyle (x_{D},y_{D})}:
{\displaystyle x_{D}={\begin{cases}0.244063+0.09911{\frac {10^{3}}{T}}+2.9678{\frac {10^{6}}{T^{2}}}-4.6070{\frac {10^{9}}{T^{3}}}&4000\ \mathrm {K} \leq T\leq 7000\ \ \mathrm {K} \\0.237040+0.24748{\frac {10^{3}}{T}}+1.9018{\frac {10^{6}}{T^{2}}}-2.0064{\frac {10^{9}}{T^{3}}}&7000\ \mathrm {K} <T\leq 25000\ \mathrm {K} \end{cases}}}
{\displaystyle y_{D}=-3.000x_{D}^{2}+2.870x_{D}-0.275}
El SPD relatiu ve donat per:
{\textstyle S_{D}(\lambda )=S_{0}(\lambda )+M_{1}S_{1}(\lambda )+M_{2}S_{2}(\lambda ),}
{\textstyle M_{1}=(-1.3515-1.7703x_{D}+5.9114y_{D})/M,}
{\textstyle M_{2}=(0.03000-31.4424x_{D}+30.0717y_{D})/M,}
{\displaystyle M=0.0241+0.2562x_{D}-0.7341y_{D}}

On {\displaystyle S_{0}(\lambda ),S_{1}(\lambda ),S_{2}(\lambda )} són la mitjana i les dues primeres SPDs del vector propi, representades més amunt. Els vectors característics tenen un zero a 560 nm, ja que totes les SPD relatives s'han normalitzat sobre aquest punt..
Els CCT dels il·luminadors canònics, D50, D55, D65, i D75, difereixen lleugerament del que suggereixen els seus noms. Per exem, D50 té un CCT de 5003 K (llum "d'horitzó"), mentre que D65 té un CCT de 6504 K (llum del migdia). Com s'ha explicat en una secció anterior, això es deu al fet que el valor de les constants a la llei de Planck ha canviat lleugerament des de la definició d'aquests il·luminants canònics, els SPD dels quals es basen en els valors originals de la llei de Planck. Per fer coincidir tots els dígits significatius de les dades publicades dels il·luminants canònics, els valors de M1 i M₂ s'han d'arrodonir a tres decimals abans del càlcul de SD.

### Il·luminant E
L’il·luminant E és un radiador d’equal-energy que presenta una SPD constant dins de l'espectre visible. És útil com a referència teòrica; ja que un il·luminant equal-energy es caracteritza per oferir el mateix pes a totes les longituds d'ona, presentant un color uniforme. També té valors triestímuls CIE XYZ iguals, de manera que les seves coordenades de cromaticitat són (x, y) = (1 / 3,1 / 3). Això és per disseny; les funcions de concordança del color XYZ es normalitzen de manera que les seves integrals sobre l'espectre visible siguin les mateixes.

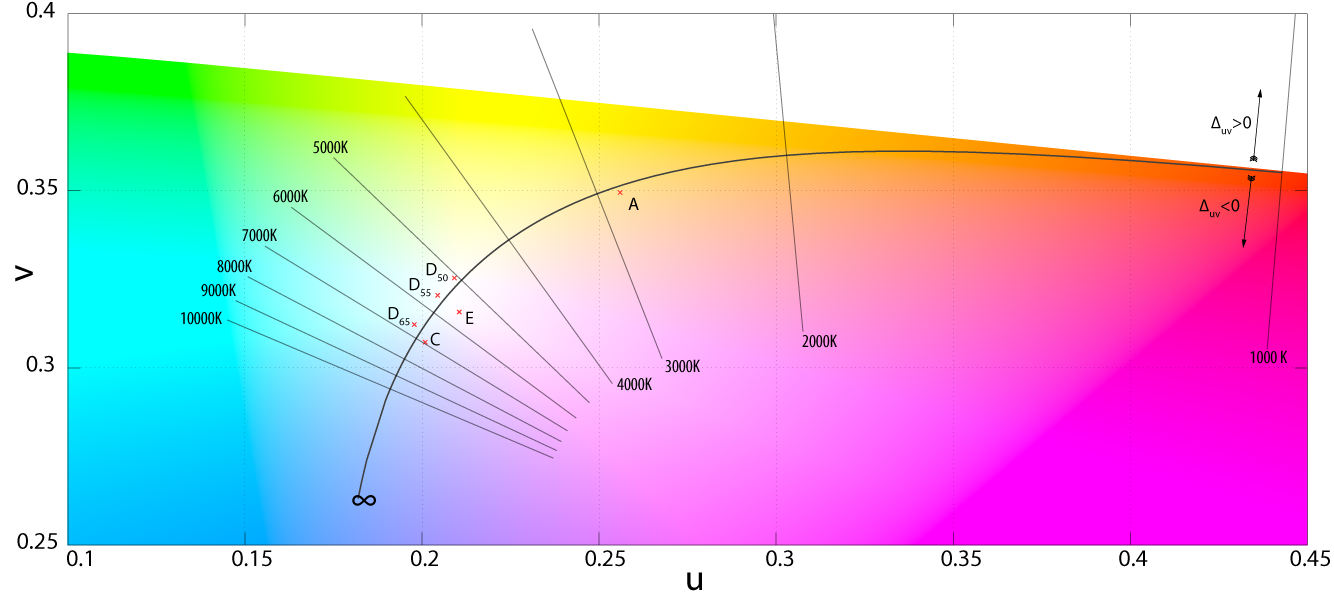
Illuminant E És a sota el Planckian locus, i més o menys isoterm amb D55.

L'il·luminant E no és un cos negre, de manera que no té una temperatura de color, però es pot aproximar amb un il·luminador de la sèrie D amb un CCT de 5455 K. (Dels il·luminants canònics, D55 és el més proper.) Els fabricants de vegades comparen fonts de llum amb l'Illuminant E per calcular la puresa d'excitació.

### Il·luminant Sèrie F
La sèrie F d'il·luminants representa diversos tipus d'il·luminació fluorescent.
Primerament, les làmpades fluorescents standard F1 – F6 consisteixen en dues emissions de "semi banda ampla" (semi broadband) d'activacions d'antimoni i manganès en fòsfor d'halofosfat de calci. F4 és d’interès particular, ja que es va utilitzar per calibrar l'índex de reproducció cromàtica CIE (la fórmula CRI es va escollir de manera que F4 tingués un CRI de 51).
Les variants F7 – F9 són làmpades fluorescents de "banda ampla" (broadband, llum d'espectre complet) amb múltiples fòssors i CRI superiors. Finalment, F10-F12 són il·luminants de tribanda estreta que consisteixen en tres emissions de "banda estreta" (narrow band) (causades per composicions ternàries de fòsfor de terres rares) a les regions R, G, B de l'espectre visible. Els pesos de fòsfor es poden ajustar per aconseguir el CCT desitjat.

L'espectre d’aquests il·luminants es va publicar a Publication 15:2004.

FL 1–6: Estàndard
FL 7–9: Banda ampla
FL 10–12: Narrowband

### Il·luminants sèrie LED
La publicació 15: 2018 del CIE va presentar nous il·luminants per a diferents tipus de LED amb una variant CCT d’aproximadament 2700 K a 6600 K. Els espectres de calibratge de LED potencials han suposat des d'ençà un nou avenç, reduint els errors en les mesures de la llum del dia i en molts tipus de làmpades fluorescents i de descàrrega, esdevenint una alternativa viable a l’il·luminant estàndard A per al calibratge de fotòmetres. El desenvolupament de nous il·luminants LED tèorics de major precisió i amb índex de representació de color alts estan permetent aplicacions pràctiques de construcció de mòduls LED pel diagnòstic o tractament mèdic, en camps com la cirurgia on la lluminària i la renderització del color ha de ser molt precisa per establir les mínimes diferències entre teixits.

## Punt blanc
L'espectre d'un il·luminant estàndard, com qualsevol altre perfil de llum, es pot convertir en valors triestímul. El conjunt de tres coordenades triestímul d’un il·luminant s'anomena punt blanc (white point). Si el perfil es normalitza, el punt blanc es pot expressar de manera equivalent com un parell de coordenades de cromaticitat.
Si una imatge s'enregistra en coordenades triestímul (o en valors que es poden convertir en o a partir de les mateixes), llavors el punt blanc de l’il·luminant utilitzat presenta el valor màxim de les coordenades triestímul que s'enregistraran en qualsevol punt de la imatge, en absència de fluorescència. Aquest valor és anomenat el punt blanc de la imatge.
El procés de càlcul del punt blanc descarta una gran quantitat d’informació sobre el perfil de l’il·luminant. Per aquest motiu, encara que és cert que per a cada il·luminant es pot calcular el punt blanc exacte, no és el cas que, coneixent només el punt blanc d’una imatge, aporti molta informació sobre l’il·luminant que es va utilitzar per enregistrar-la.

### Punts blancs d'il·luminants estàndard
A continuació es mostra una llista d’il·luminants estandarditzats, les seves coordenades de cromaticitat CIE (x, y) d’un difusor perfectament reflectant (o transmissor) i les seves temperatures de color correlacionades (CCT). Les coordenades de cromaticitat CIE es donen tant pel camp de visió de 2 graus (1931) com pel camp de visió de 10 graus (1964). Les mostres de color representen la tonalitat i el RGB de cada punt blanc, calculat amb la lluminositat Y = 0,54 i l’observador estàndard, suposant una correcta calibració de la pantalla sRGB.
| Nom      | CIE 1931 2° | CIE 1931 2° | CIE 1964 10° | CIE 1964 10° | CCT (K) | Hue | RGB | Aclariments                                                         |
| Nom      | x2°         | y2°         | x10°         | y10°         | CCT (K) | Hue | RGB | Aclariments                                                         |
| -------- | ----------- | ----------- | ------------ | ------------ | ------- | --- | --- | ------------------------------------------------------------------- |
| A        | 0.44757     | 0.40745     | 0.45117      | 0.40594      | 2856    |     |     | incandescent / tungstè                                              |
| B        | 0.34842     | 0.35161     | 0.34980      | 0.35270      | 4874    |     |     | obsolet, lum solar directe al migdia                                |
| C        | 0.31006     | 0.31616     | 0.31039      | 0.31905      | 6774    |     |     | obsolet, mitja / llum diürna                                        |
| D50      | 0.34567     | 0.35850     | 0.34773      | 0.35952      | 5003    |     |     | llum de l'horitzó, perfil ICC PCS                                   |
| D55      | 0.33242     | 0.34743     | 0.33411      | 0.34877      | 5503    |     |     | llum diürna de mig matí / mitja tarda                               |
| D65      | 0.31271     | 0.32902     | 0.31382      | 0.33100      | 6504    |     |     | llum natural migdia: televisió, espai de color sRGB                 |
| D75      | 0.29902     | 0.31485     | 0.29968      | 0.31740      | 7504    |     |     | llum diürna cel nord (sky nord)                                     |
| E        | 0.33333     | 0.33333     | 0.33333      | 0.33333      | 5454    |     |     | Equal energy                                                        |
| F1       | 0.31310     | 0.33727     | 0.31811      | 0.33559      | 6430    |     |     | fluorescent llum diürna                                             |
| F2       | 0.37208     | 0.37529     | 0.37925      | 0.36733      | 4230    |     |     | fluorescent blanc (cool white)                                      |
| F3       | 0.40910     | 0.39430     | 0.41761      | 0.38324      | 3450    |     |     | fluorescent blanc                                                   |
| F4       | 0.44018     | 0.40329     | 0.44920      | 0.39074      | 2940    |     |     | fluorescent blanc càlid (warm white)                                |
| F5       | 0.31379     | 0.34531     | 0.31975      | 0.34246      | 6350    |     |     | fluorescent llum diürna                                             |
| F6       | 0.37790     | 0.38835     | 0.38660      | 0.37847      | 4150    |     |     | fluorescent blanc (light white)                                     |
| F7       | 0.31292     | 0.32933     | 0.31569      | 0.32960      | 6500    |     |     | Simulador D65, simulador de llum natural                            |
| F8       | 0.34588     | 0.35875     | 0.34902      | 0.35939      | 5000    |     |     | Simulador D50, Sylvania F40 (Design 50)                             |
| F9       | 0.37417     | 0.37281     | 0.37829      | 0.37045      | 4150    |     |     | fluorescent blanc (cool white deluxe)                               |
| F10      | 0.34609     | 0.35986     | 0.35090      | 0.35444      | 5000    |     |     | Philips TL85, Ultralume 50                                          |
| F11      | 0.38052     | 0.37713     | 0.38541      | 0.37123      | 4000    |     |     | Philips TL84, Ultralume 40                                          |
| F12      | 0.43695     | 0.40441     | 0.44256      | 0.39717      | 3000    |     |     | Philips TL83, Ultralume 30                                          |
| LED-B1   | 0.4560      | 0.4078      |              |              | 2733    |     |     | blau convertit en fòsfor                                            |
| LED-B2   | 0.4357      | 0.4012      |              |              | 2998    |     |     | blau convertit en fòsfor                                            |
| LED-B3   | 0.3756      | 0.3723      |              |              | 4103    |     |     | blau convertit en fòsfor                                            |
| LED-B4   | 0.3422      | 0.3502      |              |              | 5109    |     |     | blau convertit en fòsfor                                            |
| LED-B5   | 0.3118      | 0.3236      |              |              | 6598    |     |     | blau convertit en fòsfor                                            |
| LED-BH1  | 0.4474      | 0.4066      |              |              | 2851    |     |     | barreja de LED blau convertit en fòsfor i LED vermell (blau-híbrid) |
| LED-RGB1 | 0.4557      | 0.4211      |              |              | 2840    |     |     | barreja de LEDs vermells, verds i blaus                             |
| LED-V1   | 0.4560      | 0.4548      |              |              | 2724    |     |     | violeta convertit en fòsfor                                         |
| LED-V2   | 0.3781      | 0.3775      |              |              | 4070    |     |     | violeta convertit en fòsfor                                         |